# X 전략
《X 전략》(영어: Project X)은 미국에서 제작된 조너선 캐플런 감독의 1987년 SF 스릴러 코미디 드라마 영화이다. 매슈 브로더릭 등이 출연하였고, 로런스 래스커 등이 제작에 참여하였다. 방영명은 프로젝트 X이다.

## 출연진
- 매슈 브로더릭
- 헬렌 헌트
- 윌리엄 새들러
- 조니 레이 맥기
- 조너선 스타크
- 로빈 개멀
- 스티븐 랭
- 진 스마트
- 대니얼 로벅
- 마빈 J. 매킨타이어
- 해리 노섭
- 마이클 에릭 크레이머
- 딕 밀러
- 줄스 실베스터
- 리처드 커밍스 주니어
- 로버트 리 마이너
- 켄 러너
- 마이클 맥그레이디
- 데버라 오프너
- 랜스 E. 니컬스
- 켄 세이고스
- 리처드 폴

## 기타 제작진
- 배역: 재키 버치
- 미술: 로런스 G. 폴
- 세트: 릭 심프슨
- 의상: 메리 보트